# 梁佐
梁佐（1516年—？），字應台，號心泉，雲南大理衛軍籍河南蘭陽縣人，明朝政治人物。

## 生平
嘉靖十六年（1537年）丁酉科雲南鄉試第五名舉人。嘉靖二十六年（1547年）中式丁未科會試第二百四十六名，登第二甲第四十八名進士。大理寺觀政，授兵部主事，歷升员外郎、郎中，出为福建佥事。

## 家族
曾祖梁忠，壽官；祖父梁材，壽官；父梁金，母趙氏。具庆下。弟梁佑。子如嶽、如嵀。